# Mas-Cabardès

Mas-Cabardès este o comună în departamentul Aude din sudul Franței. În 2009 avea o populație de 202 de locuitori.